# 피츠의 법칙

피츠의 법칙(Fitts' Law)은 인간-컴퓨터 상호작용과 인간공학 분야에서 인간의 행동에 대해 속도와 정확성의 관계를 설명하는 기본적인 법칙이다. 시작점에서 목표로 하는 지역에 얼마나 빠르게 닿을 수 있을지를 예측하고자 하는 것이다. 이는 목표 영역의 크기와 목표까지의 거리에 따라 결정된다. 이 법칙은 폴 피츠가 1954년에 발표하였다.
이를테면, 웹페이지에서 링크가 걸린 버튼이 너무 작으면 클릭하기 힘든 이유를 설명하는 것이다.

## 공식
수학적으로 피츠의 법칙은 몇 가지 다른 방법으로 공식화할 수 있는데 가장 대표적인 것은 캐나다 요크 대학의 교수 스코트 매켄지에 의해 제안된 샤논 공식이 있다:
{\displaystyle T=a+b\log _{2}\left({\frac {2D}{W}}\right)}
여기서
- T는 동작을 완수하는 데 필요한 평균 시간이다. 전통적으로 연구자들 사이에서는 MT(Movement Time)이라고도 한다.

- a 와 b는 실험 상수로서 데이터를 측정하기 위해 직선을 측정하여 얻어진 실험치로 결정한다.
- D는 대상 물체의 중심으로부터 측정한 거리이다. 전통적으로 연구자들 사이에서는 A(Amplitude)라고도 한다.
- W는 움직이는 방향을 축으로 하였을 때 측정되는 목표물의 폭이다. 또한 W는 최종 목표치에 다다를 때 허용되는 오차치이기도 하다. 그래서 목표중심의 ± W/2이다.

이 공식에서 어떤 목표에 닿기 위해서 목표물의 크기가 작아질수록 속도와 정확도가 나빠지고 목표물과의 거리가 멀어질수록 필요한 시간이 더 길어진다는 것을 알 수 있다.

## 같이 보기
- 힉의 법칙